# 马坪镇 (象州县)
马坪镇，是中华人民共和国广西壮族自治区来宾市象州县下辖的一个乡镇级行政单位。

## 行政区划
马坪乡下辖以下地区：
古路村、东岸村、马坪村、龙岩村、回龙村、其塘村、龙兴村、新庆村、古德村、丰收村和大佃村。